# Kemény János (országgyűlési képviselő)
Magyargyerőmonostori Kemény János, báró (Pusztakamarás, 1823 – Budapest, 1896. március 26.) országgyűlési képviselő, valóságos belső titkos tanácsos. Kemény Zsigmond testvéröccse.

## Élete
Kemény Sámuel báró (1758–1823. december) nagymúltú erdélyi családból származó birtokos második házasságából született, édesanyja borbátvizi Csóka Rozália (1780–1855. december 2.) volt.
Az apai birtokot – melyet csak hosszú, 1830-as évekre lezáródott pereskedés után nyertek vissza, többek között ideiglenesen ők, tehát a második házasságból származó gyermekek, (Zsigmond, Ágnes, János) és az özvegy kilakoltatásával egybekötve – ezután rendbe szedte, mintaszerű gazdasággá fejlesztette, s a család szerényre zsugorodott vagyonát gondozta Pusztakamaráson, emellett buzgón részt vett Kolozs vármegye közgyűlésein. 1878/1881-ben a tekei kerület megválasztotta országgyűlési képviselőnek. 1878. október 19. és 1881. június 1. között, az ülések időszakában az Angol királynő szállodában lakott. Ugyanekkor a Szabadelvű Párt tagja lett, s a Ház másodalelnökévé választották. Ugyancsak a tekei kerületet képviselte az 1881. szeptember 26. és 1884. május 19. közötti ülésszakon. 1882. november 24-én a koronaőri méltóságra az uralkodó által kijelöltek között szerepelt. Az 1884/1887. évi országgyűlésbe (1884. november 22. és 1887. május 25 között) Kis-Küküllő vármegye dicsőszentmártoni kerülete küldte. Az 1892/1897. évi országgyűlésen 1887. szeptember 28. és 1892. január 4. között, valamint 1892. február 20-tól 1896. március 26-án bekövetkezett haláláig ismét a tekei (Kolozs vármegye) kerület képviselője volt. Különösen erdélyi ügyekben sok ízben felszólalt, főként a kataszteri kérdésben tartott ankét ülésein tett bizonyságot képzettségéről.
1884-ben belső titkos tanácsosi címet nyert. 1894. december 9-én szintén jelölte a koronaőri méltóságra az uralkodó, de Kemény János kérésére többen, főleg erdélyiek, távol maradtak a szavazástól.
A Kisfaludy Társaság alapítói és támogatói között foglalt helyet. A társaság rendszeres díszebédjein személy szerint őt is mindig felköszöntötték, mint a legelsők között szereplő alapítót. „A szerény, nyájas, de férfias és komoly férfiú, kiváló egyéni tulajdonainál fogva, annyira megnyerte az erdélyi köznép és még a ruméneknek (románok) bizalmát is, hogy Pusztakamaráson megválasztották községi jegyzőnek, majd bírónak /a Bach-korszakban/.” 
Személyiségét, megjelenését egy 1878-ban keletkezett jellemzés írta le: „Alacsony, zömök termet, értelmes arccal, mosolygó és kedélyes szemekkel. Jó magyar táblabirói s jó erdélyi főúri jelenség; — igénytelen, szívélyes modorral, mely a beszédben nem keresi a szép szavakat, megtalálja a gyakorlati felfogást. Magán társalgásban szellemes, mert többet figyelt mint tanult s a politikában szögletes, mert többet gondolkodott magányban, mint forgolódott politikai körökben. ... A mandatum elfogadására sajátságos benső kényszer inditá. »Vagy meg kell nősülnöm, mondá kedélyesen, vagy képviselővé kell lennem.« Asszony helyett mandatumot választott.” 1888-ban „Az országgyűlésen pártkülönbség nélkül kedvelt ember s célzással fejedelmi eredetére, de méltóságteljes fejhordozására is, bizalmasan csak »fejedelem«-nek nevezik egymás közt a képviselők a jó kedélyű, barátságos, 63 éves öreg urat.” 
Fivérének, Kemény Zsigmondnak élete folyamán anyagi biztonságot, elméje elborulása után pedig utolsó éveiben menedéket nyújtott, sőt halála után munkáinak kiadására alapítványt tett.
1896. március 26-án, Budapesten hunyt el. A Kerepesi temetőben a református egyház szertartása szerint búcsúztatták, majd március 29-én, Pusztakamaráson helyezték örök nyugalomra édesanyja és testvére mellé.

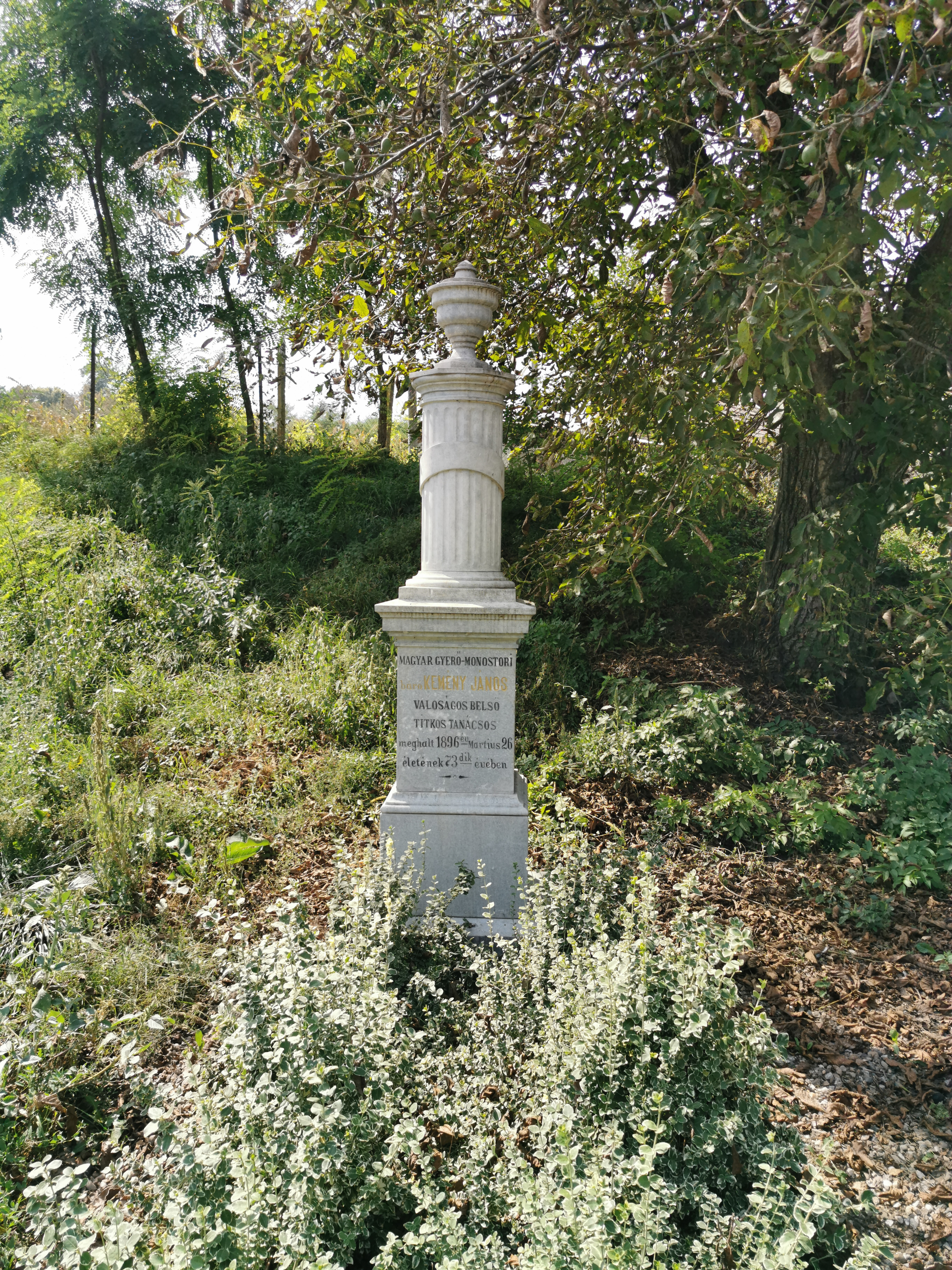
Sírja Pusztakamaráson, 2019-ben

## Írásai
(Megjegyzés a Szinnyeiben neki tulajdonított cikke a Koszorúban (V. 1881. Adalékok Petőfi Sándor életrajzához.) nem az ő írása, hanem Petőfi aszódi osztálytársáé, Kemény János kiskőrösi lelkészé.)
- Országgyűlési beszédei a Naplókban (1881-84. IX. Uzsora és káros hitelügyletek stb.)